# Кайданово
Кайданово — село в Україні, у Закарпатській області, Мукачівському районі.

## Назва
У 1995 р. назву села Кайданове було змінено на одну літеру.

## Герб
Щит розтятий червоним і лазуровим. У першій частині срібна коса в стовп, що супроводжується справа срібним лемешом, а зліва - срібним лезом коси. У другій частині на зеленому пагорбі зелене дерево із золотим стволом, що супроводжується зверху срібною хвилеподібною балкою.

## Легенда
За переказами, у Кайданові дуже давно було збудовано в'язницю, режим у якій панував надзвичайно суворий. Непослухів-в'язнів неабияк карали, одягаючи їм на руки кайдани. Від цього і пішла така назва.

## Археологія
В районі Кайданова та околиці Ракошина знайдено кам'яні знаряддя праці епохи неоліту (IV—III ст. до н. е.).

## Історія
У 1692 р. Кайданово згадують як філію Ракошина.

## Населення
За переписом населення України 2001 року в селі мешкало 1225 осіб.

### Мова
Розподіл населення за рідною мовою за даними перепису 2001 року:
| Мова       | Відсоток |
| ---------- | -------- |
| українська | 86,68 %  |
| угорська   | 12,91 %  |
| російська  | 0,33 %   |
| молдовська | 0,08 %   |

## Церква
У 1778 р. згадують дерев'яну церкву в доброму стані. На поч. XX ст. кількість греко-католиків у парохії становила 781 особу, а в філії Домбоки — 130 осіб.
Тепер у селі — типова мурована базиліка. Почали будівництво, можливо, в 1857 p., а закінчили в 1860. Людська пам'ять зберегла імена двох майстрів, які клали верх. Це були Кармазин та Іван Куруца, про силу якого дотепер розповідають легенди. Спочатку дахи були вкриті шинґлами.
У 1891 р. художник Микола Головчак розмалював церкву всередині. Це малювання поновив у 1940 чи 1941 р. словак Войтех Буреш. Того ж року фарбували дах і, можливо, зробили ще якийсь ремонт. Іконостас вирізьбив Іван Павлишинець, якого тут називають Іван Павлішка. У 1987 р. художник Ґлаґола з Росвиґова знову оновив малювання. Великий зовнішній ремонт із заміною бляшаної покрівлі проведено в 1984 р. Поряд у дзвіниці є три дзвони.
Парох Кайданова Федір Бачинський з 1950 р. по 1956 р. був в'язнем у радянських концтаборах.
В селі с 90-х років діяла релігійна громада Реформаторської церкви (керівник — Олександр Молнар).

## Туристичні місця
- знайдено кам'яні знаряддя праці епохи неоліту (IV—III ст. до н. е.).
- мурована базиліка. Почали будівництво, можливо, в 1857 p., а закінчили в 1860